# Bahnhof Roßwein

Der Bahnhof Roßwein ist eine Betriebsstelle der Bahnstrecke Borsdorf–Coswig und der früher hier abzweigenden Bahnstrecke Roßwein–Niederwiesa auf dem Gemeindegebiet von Roßwein in Sachsen. 

## Geschichte

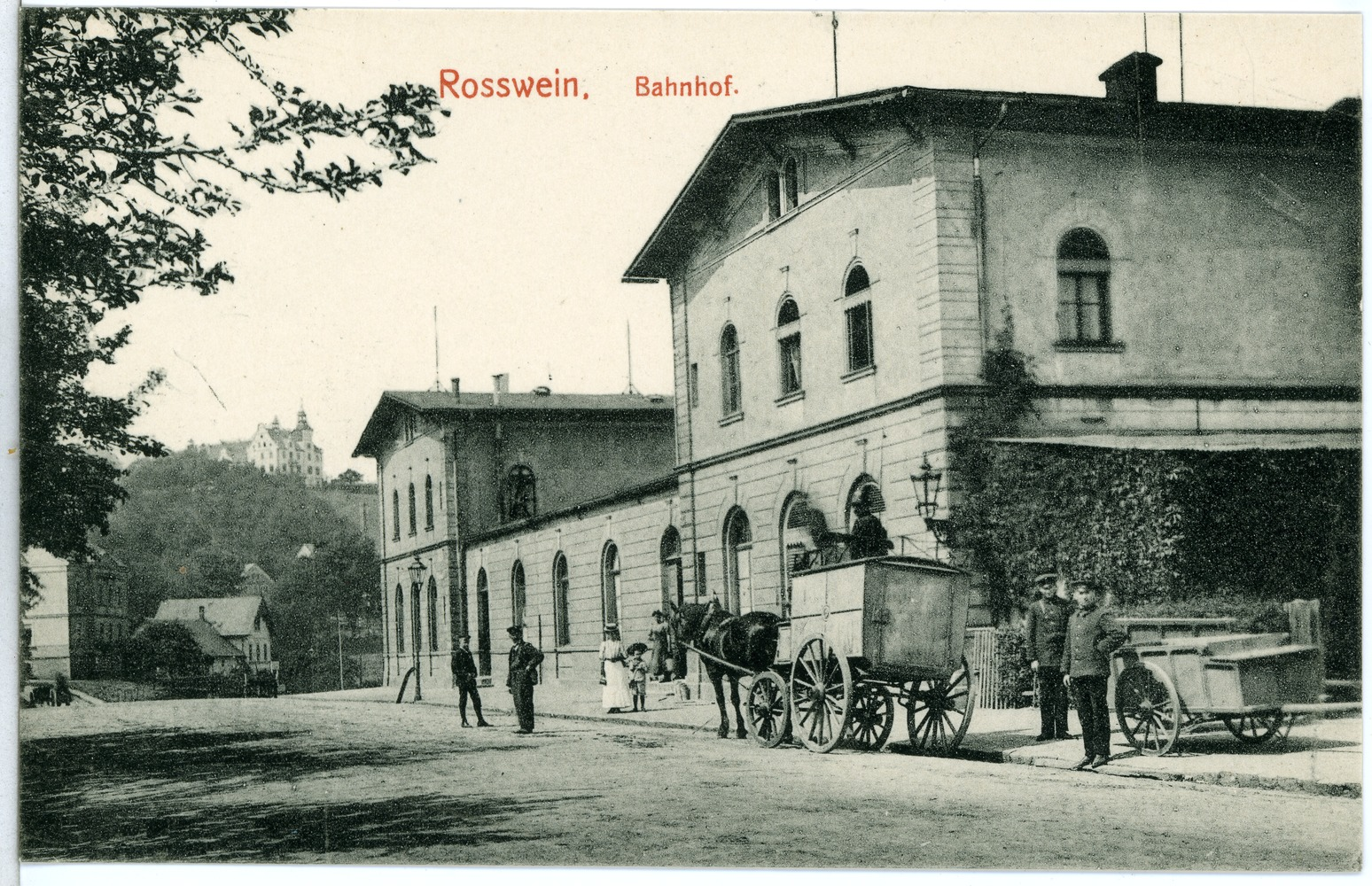
Empfangsgebäude um 1908; Straßenseite

Eröffnet wurde der Bahnhof Roßwein am 25. Oktober 1868 mit Eröffnung der Bahnstrecke Borsdorf–Coswig. Seit 1869 war der Bahnhof durch die Bahnstrecke Roßwein–Niederwiesa auch in südliche Richtung angeschlossen.
1998 wurde der Personenverkehr auf der Strecke Hainichen–Roßwein eingestellt. Ab 2005 wurde die Strecke abgebaut.
Bis 2015 war Roßwein durch die Linie RB110 im Zweistundentakt mit Leipzig und Meißen verbunden. Im Jahr 2015 wurde diese Linie zwischen Meißen und Döbeln eingestellt und durch Busse ersetzt. Seitdem halten in Roßwein planmäßig keine Reisezüge mehr.
2019 waren bis auf drei Durchgangsgleise alle weiteren Gleise abgebaut oder nicht mehr befahrbar. Es gibt einen Hausbahnsteig und einen Mittelbahnsteig zwischen den Gleisen 2 und 3. Die Ausfahrsignale auf der Westseite befinden sich auf einer Signalbrücke.
Das Empfangsgebäude besteht aus zwei zweigeschossigen giebelständigen Bauteilen, die durch einen eingeschossigen traufständigen Bau verbunden sind. Alle Bauwerksteile sind verputzt. Auf der Bahnsteigseite befindet sich eine Bahnsteigüberdachung aus Holz. Das Empfangsgebäude ist zusammen mit dem Güterschuppen in der Liste der Kulturdenkmale in Sachsen unter der Nummer 09205642 eingetragen. 
Es befindet sich in Privatbesitz und wird seit 2017 saniert.